# Paul Babeu
Paul Raymond Babeu (phát âm BAB-you; sinh ngày 3 tháng 2 năm 1969) là một chính khách người Mỹ và là thành viên của Đảng Cộng hòa, là cảnh sát trưởng của Quận Pinal, Arizona, từ ngày 1 tháng 1 năm 2008 đến ngày 1 tháng 1 năm 2017. Ông là cảnh sát trưởng Cộng hòa đầu tiên của Quận Pinal.
Babeu đã chạy đua khu vực quốc hội thứ tư của Arizona trong cuộc bầu cử năm 2012 tại Hạ viện Hoa Kỳ nhưng đã rút lui và công khai người đồng tính sau một cuộc tranh cãi cá nhân. Ông đã trở thành ứng cử viên của đảng Cộng hòa cho khu vực quốc hội đầu tiên của Arizona trong cuộc bầu cử năm 2016 sau khi giành chiến thắng trong cuộc bầu cử sơ bộ vào ngày 30 tháng 8 năm 2016. Ông đã bị đánh bại trong cuộc tổng tuyển cử của đảng Dân chủ Tom O'Halleran.

## Tuổi thơ và giáo dục
Babeu sinh ngày 3 tháng 2 năm 1969, tại Bắc Adams, Massachusetts, đến Raymond và Helen Babeu. Raymond Babeu là một nhân viên lâu năm của tiện ích điện trong khu vực, người cũng hoạt động trong chính trị địa phương. Paul Babeu là một phần mười trong số mười một đứa trẻ được sinh ra trong gia đình. Babeu đã nói về việc bị quấy nhiễu trong vài năm khi còn nhỏ bởi ít nhất hai linh mục Công giáo, bao gồm Richard R. Lavigne.
Babeu có bằng liên kết về thực thi pháp luật từ Học viện thực thi pháp luật Arizona. Ông cũng có bằng cử nhân về lịch sử và khoa học chính trị của Đại học Nghệ thuật Tự do Massachusetts và một thạc sĩ quản trị công của trường Quốc tế Mỹ.